# Silvino Rodríguez
Silvino Rodríguez Álvarez (Tunja, 1873 - 13 de enero de 1943) fue un político y médico colombiano. Miembro del Partido Conservador Colombiano. 

## Biografía
Estudio en la Universidad Nacional, graduándose como médico en 1898. Fue médico y profesor en varias instituciones de Tunja.
Fue concejal de Tunja, Diputado de la Asamblea de Boyacá, representante a la Cámara y senador. Además sería designado como gobernador de Boyacá en dos ocasiones: entre el 10 de diciembre de 1924 y el 16 de agosto de 1926; y la segunda, entre el 12 de diciembre de 1929 y el 22 de agosto de 1930. 
Fue Ministro de Instrucción y Salubridad pública y Ministro de Correos y Telégrafos en el gobierno de Miguel Abadía Méndez.

## Familia
Casado con Ana Rosa Castillo Montejo, su hijo Eduardo Rodríguez Castillo, también fue gobernador de Boyacá entre 1949 y 1950.

## Homenajes
En 1963 fue creado la Institución Educativa Silvino Rodríguez de Tunja en su memoria.